# Гугенхаузен
Гугенхаузен (на немски: Guggenhausen) е най-малката община в окръг Равенсбург в регион Тюбинген в Баден-Вюртемберг, Германия със 189 жители (към 31 декември 2018). Административният център е Алтхаузен.
Гугенхаузен е споменат за пръв път в документ през 1251 г. като Guginhusin.
В Гугенхаузен се намира замък Кьонигсег, на който от 1251 г. се наричат „господарите фон Кьонигсег“.
- Гугенхаузен, изглед
- Замък Кьонигсег ок. 1850 – 1875